# Друзин, Алексей Александрович
Алексе́й Алекса́ндрович Дру́зин (3 января 1987, Волгоград, СССР) — российский футболист, полузащитник. Мастер спорта России (2016).

## Биография
Воспитанник волгоградского спортинтерната ФК «Ротор». В 2005 году выступал за камышинский «Текстильщик», в 2006 году — за «Энергетик» (Урень). С 2007 по 2008 года играл под руководством Роберта Евдокимова в «Алнасе». В 2009 году перешёл в омский «Иртыш», где стал победителем зоны «Восток» второго дивизиона и помог команде выйти в первый дивизион. В 2011 году вновь играл под руководством Роберта Евдокимова за «КАМАЗ». В 2012 году перешёл в «Газовик» Оренбург, с которым также вышел в ФНЛ. 26 июня 2016 года заключил контракт с клубом «СКА-Хабаровск». Зимой 2018 года перешёл в волгоградский «Ротор».
14 июля 2019 года подписал контракт с новосозданным клубом «Новосибирск», в составе которого дебютировал 28 июля того же года в матче 1/128 финала Кубка России 2019/20 против барнаульского «Динамо». 2 июня 2020 года было официально объявлено, что клуб не будет продлевать с Друзиным трудовое соглашение, срок действия которого истёк 31 мая.

## Достижения
«Иртыш» Омск
- Победитель второго дивизиона (зона «Восток»): 2009

«Оренбург»
- Победитель второго дивизиона (зона «Урал-Поволжье»): 2012/2013
- Полуфиналист Кубка России: 2014/15
- Победитель первенства ФНЛ: 2015/16
- Обладатель Кубка ФНЛ: 2016

## Личная жизнь
Жена Екатерина (познакомились в Омске), сын — Захар.